# Dirk Aschmoneit
Dirk Aschmoneit né le 2 mars 1962 à Hildesheim est un triathlète allemand. Il fait partie des pionniers européens de la disciple, champion d'Allemagne vainqueur de l’Embrunman en 1986, il est en 1991 le premier triathlète allemand à remporter un Ironman.

## Biographie
Dirk Aschmoneit commence le sport par la pratique de la natation à l'âge de 14 ans. Il participe à son premier triathlon à Coblence en 1983, pendant son service militaire. Des tests réalisés à cette époque par l'institut médicale du sport de la Bundeswehr à Warendorf, laissent apparaitre un taux d'oxygénation du sang pendant l'effort parmi les plus élevés enregistrés par l'institut.
Professionnel depuis le milieu des années 1980, il fait partie des pionniers allemands de ce sport avec Jürgen Zäck et Wolfgang Dittrich. Ils forment tous les trois le « Big Three » allemand sur les compétitions Ironmans au début des années 1990. En 1986, il remporte l'Embrunman en France, et devient le premier allemand à remporter un Ironman sur l'épreuve de Nouvelle-Zélande en 1991.
Il met un terme à sa carrière professionnelle en 1994 sur la recommandation de son médecin sportif. Se plaignant souvent de douleurs dans le dos dus  aux séquelles d'une chute enfantine où un diagnostic de double fracture vertébrale avait été établi. En 2003, il doit subir deux opérations chirurgicales.  Il participe toutefois en 2008 à l'Ironman Arizona en amateur dans la catégorie d'âge 40-45 ans et parvient à se qualifier pour la course d'Hawaï. 
Dirk Aschmoneit vit depuis avec sa famille à Cardiff-by-the-Sea en Californie et travaille comme directeur du marketing d'une filiale de Nestlé.

## Palmarès
Le tableau présente les résultats les plus significatifs (podium) obtenus sur le circuit national et international de triathlon depuis 1984.
| Année | Compétition                                           | Pays             | Position           | Temps           |
| ----- | ----------------------------------------------------- | ---------------- | ------------------ | --------------- |
| 1993  | Ironman Nouvelle-Zélande                              | Nouvelle-Zélande | Médaille d'argent  | 8 h 43 min 44 s |
| 1991  | Ironman Nouvelle-Zélande                              | Nouvelle-Zélande | Médaille d'or      | 8 h 30 min 15 s |
| 1991  | Ironman Australie                                     | Australie        | Médaille d'argent  | 8 h 31 min 32 s |
| 1989  | Championnats d'Allemagne de triathlon longue distance | Allemagne        | Médaille d'argent  | Timing          |
| 1988  | Ironman Europe                                        | Allemagne        | Médaille d'argent  | 8 h 24 min 32 s |
| 1986  | Championnats d'Allemagne de triathlon longue distance | Allemagne        | Médaille d'or      | 4 h 40 min 0 s  |
| 1986  | Embrunman                                             | France           | Médaille d'or      | 8 h 25 min 0 s  |
| 1986  | Championnats d'Europe de triathlon longue distance    | Suède            | Médaille de bronze | 8 h 59 min 37 s |
| 1984  | Köln-Triathlon                                        | Allemagne        | Médaille d'or      | Timing          |